# カール・アレクサンダー・ミュラー
カール・アレクサンダー・ミュラー（Karl Alexander Müller、1927年4月20日 - 	2023年1月9日)は、スイスの物理学者、ヨハネス・ベドノルツとともに超伝導現象をより高い温度領域で示す酸化物材料を発見した。1987年にノーベル物理学賞を受賞した。

## 来歴
スイスのバーゼルに生まれた。1958年、スイス連邦工科大学から学位を取得し、1963年からチューリッヒのIBM研究所で研究した。1980年代始めから高温超伝導酸化物の探索をはじめ、それまで知られていた金属系の超伝導物質のNb3Geの電気抵抗がなくなる臨界温度が23K（-250℃）であったのに対して、1986年にLaBaCuOが35K(-238℃）の臨界温度をもつことを発見した。ミュラーらの発見は各国の物理学者の高温超伝導物質の探査のきっかけとなり、1年たらずの間に臨界温度が100 K に近づく材料が発見された。

## 受賞歴
- 1987年 - ノーベル物理学賞、ヴィルヘルム・エクスナー・メダル、フリッツ・ロンドン記念賞
- 1988年 - EPS欧州物理学賞、ジェームス・C・マックグラディ新材料賞